# Бруз, Владимир Семёнович
Влади́мир Семёнович Бруз (укр. Володимир Семенович Бруз; род. 28 февраля 1930, Херсон, Херсонский округ, УССР, СССР — 15 января 2017, Киев) — советский и украинский учёный, историк, политолог, дипломат, доктор исторических наук (1970), профессор (1972). Заслуженный деятель науки и техники Украины (1995). Сын Бруза Семёна Григорьевича.

## Биография
Родился в 1930 году в Херсоне, УССР. В 1948 году окончил с медалью школу и поступил в Киевский госуниверситет на факультет международных отношений, который окончил в 1953 году.
В 1953—1956 годах был аспирантом кафедры истории международных отношений Киевского университета, где в 1956 году досрочно защитил кандидатскую диссертацию на тему «Англо-советские отношения в 1924—1927 годах» (научный руководитель — кандидат исторических наук, доцент А. А. Джеджула).
В 1970 году в Киевском университете защитил докторскую диссертацию на тему «Борьба СССР за коллективную безопасность в Европе и политика западных государств в 1933—1937 годах».
С 1953 года работал в Киевском госуниверситете: ассистент, старший преподаватель, и. о. доцента, доцент (с 1957 года), профессор (1972—1983 гг.), заведующий кафедрой истории СССР (в 1978—1983 годах).
С 1983 года до мая 1990 года находился в заграничной командировке, работал в секретариате ООН, был директором Центра против апартеида.
В 1990—2000 годах — профессор кафедры международных организаций и дипломатической службы, с 2000 года — ведущий научный сотрудник Института международных отношений и профессор кафедры внешней политики и международного права Дипломатической академии при Министерстве внешних дел Украины.
В 1993—1995 годах был ответственным секретарём Национального комитета по подготовке к празднованию 50-й годовщины ООН.
Участник международных конференций ООН: Индия (январь 1967 года), США, Англия, Франция, Канада (ноябрь 1970 года — май 1971 года), Венгрия (июнь 1973 года), США (октябрь 1975 года), Мозамбик (май 1977 года).

## Признание и награды
18 октября 1995 года Указом Президента Украины «по случаю 50-й годовщины основания Организации Объединенных Наций, за многолетнюю плодотворную дипломатическую деятельность» Владимиру Брузу присвоено почётное звание «Заслуженный деятель науки и техники Украины».

## Научная деятельность
Изучал проблемы теории миротворческой деятельности ООН, урегулирования международных конфликтов, реформирования ООН, исследовал роль международных организаций в укреплении национальной безопасности Украины.
Некоторые труды:
- Англія сьогодні. — Київ, 1958.
- Боротьба СРСР за мир і колективну безпеку в Європі (1933—1935): Навчальний посібник. — Київ, 1967 (в соавторстве).
- Українська РСР у Великій Вітчизняній війні Радянського Союзу 1941—1945 рр. — Київ, 1967, 1968 (в соавторстве).
- ООН і врегулювання міжнародних конфліктів. — Київ, 1995.
- Спеціалізовані установи системи ООН. — Київ, 1995 (в соавторстве).
- ООН у системі міжнародних відносин. — Київ, 1995 (в соавторстве).
- Міжнародні регіональні організації. — Київ, 1998 (в соавторстве).
- Міжнародні відносини та зовнішня політика (1945 — 1970-і роки): Підручник у двох томах. — Київ, 1999 (в соавторстве).
- Україна в ООН: проблеми міжнародної національної безпеки // Політична думка. — 1994. — № 4.
- Проблеми санкції ООН: їх необхідність та ефективність // Політика і час. — 1997. — № 5—6.
- Принципи одноголосності в Раді безпеки ООН // Політика і час. — 1999. — № 3.
- ООН і НАТО: проблеми співробітництва // Науковий вісник Дипломатичної академії України. — Київ, 2000.
- Рада безпеки ООН: проблеми реформування // Політика і час. — 2001. — № 10.
- Проблеми об'єктивного осмислення та інформаційного забезпечення засад курсу України на Євроатлантичну інтеграцію // Науковий вісник Дипломатичної академії України. — 2003. — № 9.